# Église Saint-Sébastien de Charraix
Pour les articles homonymes, voir Église Saint-Sébastien.
L'église Saint-Sébastien est une église catholique située en France sur la commune de Charraix, dans la région Auvergne-Rhône-Alpes.

## Localisation
L'église est située dans le département français de la Haute-Loire, sur la commune de Charraix, dans l'ancienne région historique et culturelle d'Auvergne.

## Historique
L'église est composée d'un chœur de style roman, d'une nef qui a été agrandie à l'époque gothique, de plusieurs chapelles et d'un clocher datant du XVIe siècle. À l'intérieur de l'église, des décors peints ont été conservés, créés au cours de plusieurs campagnes artistiques s'étalant du XIVe siècle au XVIIIe siècle. Ces décorations se caractérisent principalement par des motifs géométriques et en trompe-l'œil. La construction de la sacristie a eu lieu au cours du XIXe siècle. Le cimetière abrite des tombes qui remontent à l'époque médiévale.

## Description

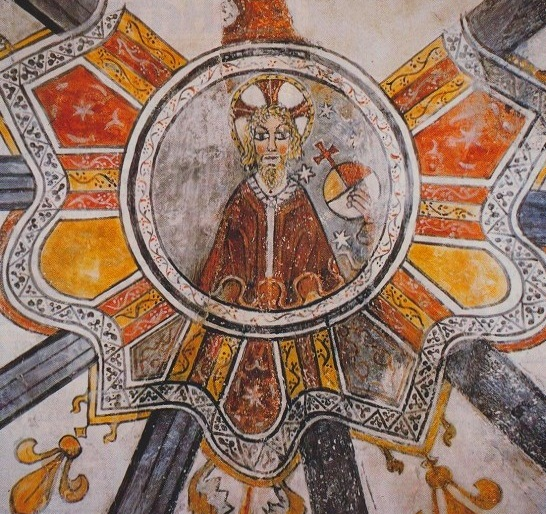
Dieu le Père sur la clé de voûte.

## Protection
L'église, y compris le cimetière avec sa clôture et sa croix, est inscrite au titre des monuments historiques par arrêté du 18 novembre 2002.